# 琴图里佩
琴图里佩（義大利語：Centuripe），是意大利恩纳省的一个市镇。总面积173.18平方公里，人口5686人，人口密度32.8人/平方公里（2009年）。ISTAT代码为086007。